# Джамшидов, Ровшан Шамиль оглы
Ровшан Шамиль оглы Джамшидов (азерб. Rövşən Şamil oğlu Cəmşidov; род. 24 января 1952) — азербайджанский дипломат.

## Биография
Родился 24 января 1952 года в Азербайджане. Окончил Азербайджанский государственный университет, факультет востоковедения.
С 1977 по 1979 год являлся переводчиком арабского языка в Адене, Йемен по советско-йеменским соглашениям.
С 1980 по 1992 год являлся научным работником НАНА.
С 1992 по 1997 год являлся заместителем директора департамента информации и печати МИД Азербайджана.
С 1997 по 1998 год являлся советником посольства Азербайджана в Пакистане.
С 1998 по 2001 год являлся временным поверенным в делах посольства Азербайджана в Пакистане.
С 2001 по 2005 год являлся заместителем директора, руководителем американского отдела первого территориального управления МИД Азербайджана.
С 2005 по 2006 год являлся директором первого территориального управления МИД Азербайджана.
2 ноября 2006 года присвоен ранг чрезвычайного и полномочного посла.
Посол Азербайджана в Южной Корее (2 ноября 2006 — 16 января 2013).
Посол Азербайджана в Австралии (16 января 2013 — 15 декабря 2016). Одновременно являлся послом Азербайджана в Новой Зеландии (23 декабря 2013 — 15 декабря 2016) и послом Азербайджана в Фиджи (23 декабря 2013 — 15 декабря 2016).
Владеет английским, русским, арабским, турецким языками.